# Naděje
Naděje je optimistický stav mysli, který je založen na očekávání kladných výsledků s ohledem na události a okolnosti v životě člověka nebo na celém světě. Podstatou naděje je vnímání možnosti pozitivního zakončení v neznámé či dokonce zdánlivě neřešitelné situaci, která následně vytváří víru, že vše dobře dopadne i přes vnímané problémy.
Mezi její opaky patří sklíčenost, beznaděj a zoufalství.

## V psychologii

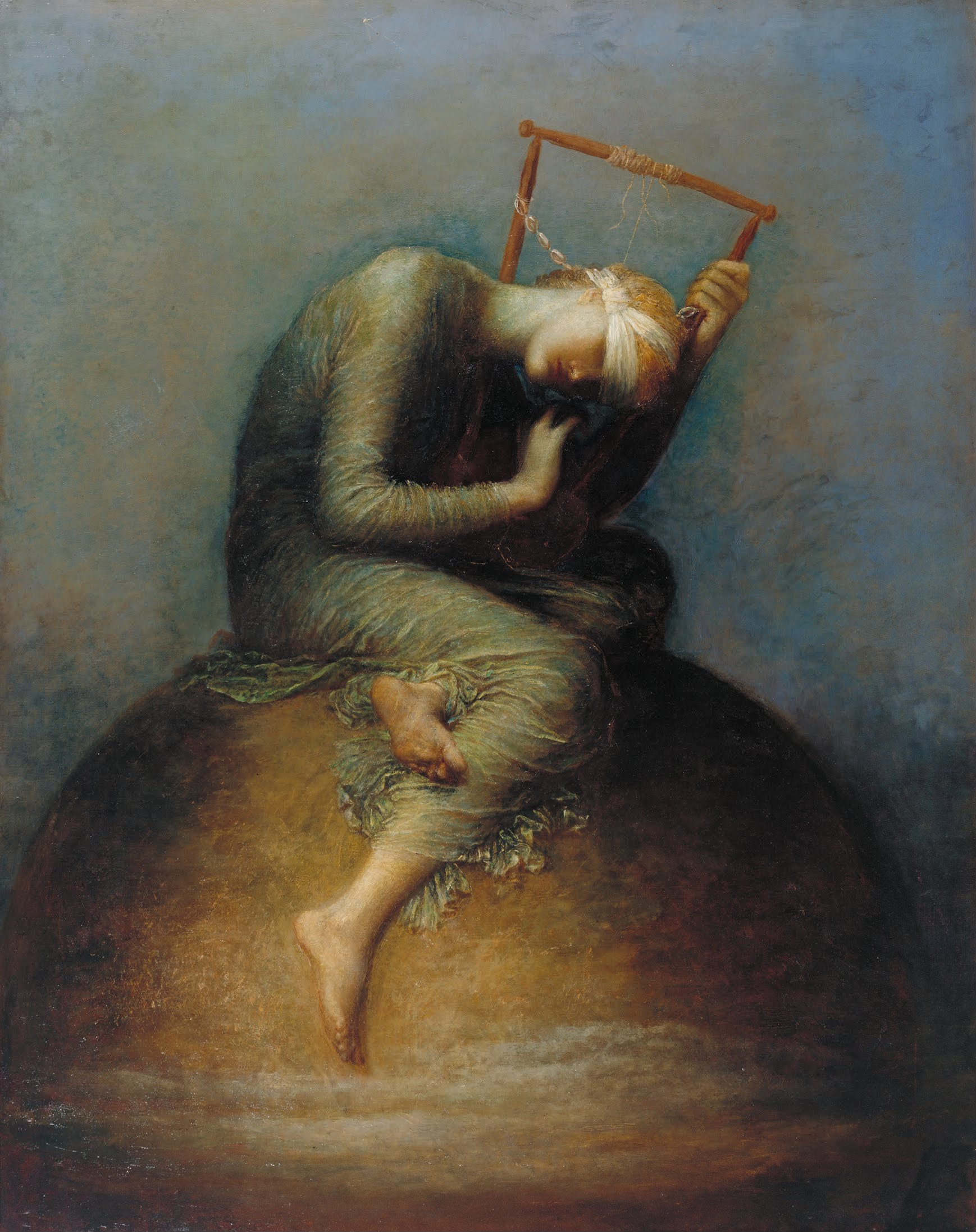
Naděje, která leží na dně krabice, zůstává. Alegorický obraz George Frederica Wattse, 1886

Profesorka psychologie Barbara Fredricksonová tvrdí, že naděje přichází při hrozící krizi sama od sebe a otevírá nás novým tvůrčím možnostem. Fredricksonová je přesvědčena, že s velkou potřebou se dostavuje nezvykle široký rozsah nápadů, stejně jako kladné emoce jako je štěstí a radost, odvaha a posílení. Tyto emoce vycházejí ze čtyř různých oblastí sebe sama: z kognitivní, psychologické, sociální nebo fyzické perspektivy. Lidé s nadějí jsou „jako malý motor, který může, [protože] si stále opakují: Myslím, že mohu, myslím, že dokážu.“ Takové pozitivní myšlení přináší ovoce, když je založeno na realistickém smyslu optimismu, nikoliv na naivní „falešné naději“.
Psycholog Charles R. Snyder spojil naději s existencí cíle a to v kombinaci s rozhodným plánem k dosažení tohoto cíle: Alfred Adler obdobně argumentoval pro ústřední význam hledání cílů v lidské psychologii, stejně jako filozofičtí antropologové jako Ernst Bloch. Snyder také zdůraznil souvislost mezi nadějí a duševní vůlí, stejně jako potřebu realistického vnímání cílů, argumentující, že rozdíl mezi nadějí a optimismem spočívá v tom, že první z nich obsahuje skutečné cesty ke zlepšené budoucnosti.
D. W. Winnicott viděl nespolečenské chování dítěte jako vyjádření nevědomé naděje pro vedení širší společností, když se nejužší rodině nepodařilo dítěti stanovit hranice. Teorie objektních vztahů podobně považuje analytický přenos jako motivovaný nevědomou nadějí, že minulé konflikty a traumata mohou být znovu řešeny.

### Teorie naděje
Jako specialista na pozitivní psychologii Snyder zkoumal, jak může naděje a odpuštění ovlivnit několik aspektů života jako je zdraví, práce, vzdělání a vlastní smysl. Předpokládal, že existují tři hlavní věci, které tvoří nadějné myšlení:
- Cíle – Přistoupit k životu způsobem zaměřeným na cíle.
- Cesty – Hledání různých cest, jak dosáhnout svých cílů.
- Odhodlání – Věřit, že je možné iniciovat změnu a dosáhnout těchto cílů.

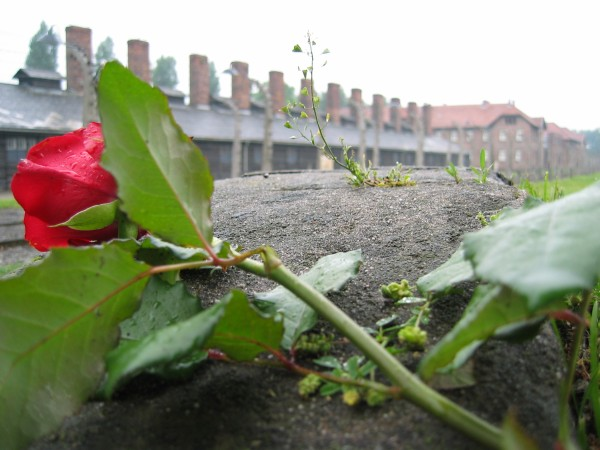
Osvětim, růže vyjadřující naději

Jinými slovy, naděje byla definována jako vnímaná schopnost vymyslet cesty k požadovaným cílům a odhodláním motivovat sama sebe k použití těchto cest.
Snyder tvrdí, že jednotlivci, kteří jsou schopni naplnit tyto tři složky a rozvíjet víru ve své schopnosti, jsou nadějnými lidmi, kteří dokáží stanovit jasné cíle, představit si několik proveditelných cest k těmto cílům a vytrvat, i když narazí na překážky.
Snyder navrhl „stupnici naděje“, která naměřenou naději odvozuje z odhodlání člověka dosáhnout svých cílů. Snyder rozlišuje mezi nadějí přiměřenou dospělým a nadějí přiměřenou dětem. Stupnice naděje dospělých se skládá z 12 otázek: 4 měří schopnost hledání cest, další 4 měří odhodlání a zbylé 4 jsou vycpávky. Každá osoba odpovídá na jednotlivé otázky s využitím osmibodové stupnice. Fibel a Hale empiricky měří naději spojením Snyderovy stupnice naděje s jejich vlastní stupnicí všeobecného očekávání úspěchu (Generalized Expectancy for Success Scale, GESS). Snyder se domníval, že psychoterapie může pomoci člověku soustředit pozornost na své cíle, při spoléhání na tacitní znalosti způsobů jejich dosažení.
Podobně, u naděje existuje pohled na svět (úhel pohledu) a vnímání reality (míru realismu). Jejich kombinace odlišují Žádnou naději, Ztracenou naději, Planou naději a Skutečnou naději.
| Pohled na svět | Nadějný      | Toužící                             | Toužící                             | Oddaný                           | Oddaný                           |
| Pohled na svět | Optimistický | Nadějný náhled Zkreslená realita    | Nadějný náhled Zkreslená realita    | Nadějný náhled Přesná realita    | Nadějný náhled Přesná realita    |
| Pohled na svět | Pozitivní    |                                     | Planá naděje                        | Skutečná naděje                  |                                  |
| Pohled na svět | Skeptický    |                                     | Žádná naděje                        | Ztracená naděje                  |                                  |
| Pohled na svět | Pesimistický | Beznadějný náhled Zkreslená realita | Beznadějný náhled Zkreslená realita | Beznadějný náhled Přesná realita | Beznadějný náhled Přesná realita |
| Pohled na svět | Beznadějný   | Bezmocný                            | Bezmocný                            | Odevzdaný                        | Odevzdaný                        |
|                |              | Nepoučené                           | Vnímání reality                     | Vnímání reality                  | Poučené                          |
| Zkreslené      | Přesné       |                                     | Vnímání reality                     | Vnímání reality                  |                                  |
| Popírající     | Přijímající  |                                     | Vnímání reality                     | Vnímání reality                  |                                  |

Současný filozof Richard Rorty chápe naději jako více než stanovení cíle, spíše jako metanaraci, příběh, který slouží jako příslib nebo důvod pro očekávání lepší budoucnosti. Rorty jako postmodernista věří, že minulé metanarace, včetně křesťanského příběhu, utilitarismu a marxismu, ukázaly plané naděje; tato teorie nedokáže nabídnout sociální naději; a že liberální člověk se musí naučit žít bez konsensuální teorie sociální naděje. Rorty říká, že je zapotřebí nový doklad příslibu, aby mohla znovu existovat společenská naděje.

## Ve zdravotnictví

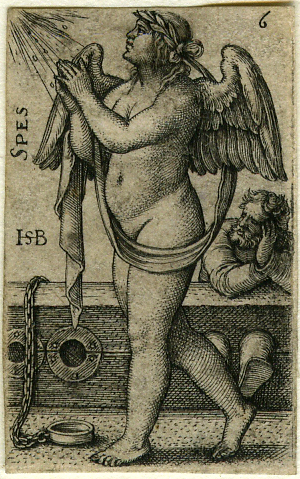
Vyobrazení Naděje (Sebald Beham)

### Hlavní teorie
Z nesčetných modelů, které zkoumají důležitost naděje v životě jednotlivce, existují dvě hlavní teorie, které získaly značné uznání v oblasti psychologie. Jedna z těchto teorií, kterou rozvinul Charles R. Snyder, tvrdí, že naděje by měla být považována za kognitivní (poznávací) dovednost, která ukazuje schopnost jednotlivce udržet si nadšení při uskutečňování konkrétního cíle. Tento model usuzuje, že schopnost jedince mít naději závisí na dvou typech myšlení: přemýšlení o vhodných cestách (pathway thinking) a odhodlání se po některé vydat (agency thinking). Zatímco agency thinking odkazuje na vůli jedince dosáhnout svých cílů navzdory možným překážkám, pathway thinking odkazují na cesty, o kterých je jedinec přesvědčen, že vedou k dosažený těchto osobních cílů.
Snyderova teorie používá naději jako mechanismus, který je nejčastěji vidět v psychoterapii. V těchto případech pomáhá terapeut svým klientům překonat bariéry, které jim brání v dosahování cílů. Terapeut pak pomůže klientovi nastavit dosažitelné a podstatné osobní cíle (tj. „Najdu něco, do čeho jsem nadšený a díky čemu budu spokojený sám se sebou.“) a pomůže jim udržet naději v jejich schopnosti dosáhnout těchto cílů a navrhne jim k tomu správné cesty.
Zatímco Snyderova teorie se zaměřuje na naději jako na mechanismus, jak překonat nedostatek motivace jedince k dosažení cílů, další hlavní teorie formulované Kaye A. Herthovou se konkrétněji zabývá budoucími cíli jedince ve vztahu ke zvládání nemocí. Herthová vnímá naději jako „motivační a kognitivní atribut, který je teoreticky nutný k vyvolání a udržení činnosti směřující k dosažení cíle“. Stanovení adekvátních a dosažitelných cílů je v této situaci obtížnější, neboť jedinec s největší pravděpodobností nemůže přímo ovlivnit své budoucí zdraví. Místo toho Herthová navrhuje, že by se cíle měly týkat toho, jak si jedinec poradí se svojí chorobou – „Namísto pití, abych zmírnil bolest mé nemoci, se obklopím přáteli a rodinou.“
Zatímco podstata cílů ve Snyderově modelu se liší od těch v modelu Herthové, oba považují naději za způsob, jak udržet osobní motivaci, což nakonec povede k většímu optimismu.

### Hlavní empirické nálezy
Naděje a konkrétně specifikovaná naděje byly prokázány jako důležitá část procesu uzdravení; má pro pacienty silné psychologické výhody a pomáhá jim účinněji zdolávat jejich onemocněním. Naděje například motivuje lidi k tomu, aby pro uzdravení usilovali o zdravé chování jako je konzumace ovoce a zeleniny, přestali kouřit a či se pravidelně pohybovali. To nejen usnadňuje zotavení z nemocí, ale na prvním místě také pomáhá předcházet rozvoji nemoci. Pacienti, kteří si udržují vysokou úroveň naděje, mají lepší prognózu v případě život ohrožujících onemocnění a vyšší kvalitu života. Víra a očekávání, které jsou klíčovými prvky naděje, brání bolesti u pacientů trpících chronickými nemocemi prostřednictvím uvolnění endorfinů a napodobováním účinků morfinu. 
Následkem tohoto procesu může víra a očekávání vyvolat v těle řetězovou reakci, která může zvýšit pravděpodobnost zotavení z chronických onemocnění. Tato řetězová reakce je obzvláště patrná u studií demonstrujících placebo efekt, tj. v situacích, kdy je naděje jedinou proměnnou pomáhající při zotavení těchto pacientů.
Studie celkově ukázaly, že udržení pocitu naděje v období léčby nemoci je přínosné. Pocit beznaděje během léčby vedl v mnoha případech k nepříznivým zdravotním podmínkám pro pacienta (např. deprese a úzkost provázející proces léčení). Vedle toho větší míra naděje před a během kognitivní terapie vedla u válečných veteránů k omezení příznaků deprese v souvislosti s posttraumatickou stresovou poruchou. Bylo také zjištěno, že naděje souvisí s pozitivnějším vnímáním vlastního zdraví. Nicméně recenze výzkumné literatury poznamenávají, že spojení mezi nadějí a závažností příznaků u jiných poruch duševního zdraví jsou méně jasné, jako v případě jedinců se schizofrenií.

### Použití
Zahrnutí naděje do programů léčby má potenciál v prostředí fyzického i duševního zdraví. Naděje jako mechanismus pro zlepšení léčby byla studována v kontextu posttraumatické stresové poruchy, chronické fyzické nemoci a smrtelné nemoci, spolu s ostatními poruchami a onemocněními. V rámci praxe v oblasti duševního zdraví kliničtí lékaři navrhli používat zásahy do naděje jako doplněk k více tradičním kognitivně behaviorálním terapiím. Z hlediska pomoci u fyzických onemocnění, výzkum naznačuje, že naděje může podpořit uvolňování endorfinů a enkefalinů, které pomáhají blokovat bolest.

### Překážky
Existují dva hlavní argumenty založené na posouzení proti těm, kdo obhajují zapojení naděje do léčby těžkých onemocnění. První z nich je, že pokud mají lékaři příliš velkou naději, mohou léčit pacienta agresivně. Lékař se bude držet špetky naděje, že se stav pacienta může zlepšit, což jej povede ke zkoušení metod, které jsou nákladné a mohou mít vedlejší účinky. Jedna lékařka poznamenala, že lituje dřívější naděje, kterou měla pro svého pacienta; způsobila mu o tři roky delší trápení bolestí, které by pacient nemusel přetrpět, kdyby si uvědomila, že uzdravení není možné.
Druhým argumentem je rozdíl mezi nadějí a přáním. Ti, kteří mají naději, se aktivně snaží přijít na nejlepší způsob jednání, ale berou v úvahu i překážky. Výzkum ukázal, že ačkoliv mnozí z těch, kteří mají „naději“, mají jen zbožné přání, zatímco se nechávají unášet děním, jako kdyby popírali svou skutečnou situaci. Popírat realitu a mít zároveň příliš mnoho naděje může mít negativní dopad jak na pacienta, tak na lékaře.

### Přínosy
Dopad, který může mít naděje na proces zotavení pacienta, je silně podepřen empirickým výzkumem i teoretickými přístupy. Nicméně recenze literatury také uvádějí, že je zapotřebí více širokého a metodologicky spolehlivého výzkumu, aby bylo možné zjistit, které zásahy do naděje jsou skutečně nejúčinnější a v jaké situaci (tj. chronické onemocnění vs. smrtelné onemocnění).

## V kultuře
Ve věci globalizace je naděje zaměřena na posílení ekonomického a sociálního postavení.
Při zaměření na části Asie naděje převzala světskou nebo materialistickou podobu ve vztahu k úsilí o hospodářský růst. Základním příkladem je vzestup ekonomik Číny a Indie, který koreluje s pojmem Číndie (Chindia). Dalším podstatným příkladem je nárůst použití současné architektury v rostoucích ekonomikách, jako je například výstavba Světového finančního centra v Šanghaji (Burdž Chalífa a Tchaj-pej 101), které vyvolalo převládající naději v daných zemích. V chaotických prostředích je naděje překonána bez kulturních hranic, děti syrských uprchlíků jsou podporovány vzdělávacím projektem UNESCO prostřednictvím tvůrčí vzdělávací a psychosociální pomoci. Další mezikulturní podpora pro vštěpování naděje zahrnuje potravinářskou kulturu, uvolňující uprchlíky z traumatu tím, že je ponoří do bohaté kulturní minulosti.

## V řízení
Robert Mattox, sociální aktivista a futurista,[zdroj?] navrhl v roce 2012 teorii sociální změny založené na fenoménu naděje ve vztahu k vůdcovství. Larry Stout[kdo?] v roce 2006 předpokládal, že musí existovat určité podmínky ještě předtím, než i nejtalentovanější vůdcové mohou vést změnu. Vzhledem k těmto podmínkám Mattox navrhuje teorii řízení změn točící se kolem naděje, přičemž naznačuje, že vůdce může vést ke změně a formovat kulturu v rámci komunity nebo organizace vytvářením „scenérie naděje“ (hopescape) a využitím systému naděje.[zdroj?]

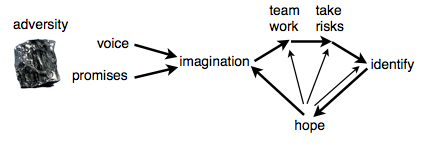
Diamantový systém naděje – Proces přeměny uhlí v diamant

## V literatuře
| „                    | Naděje je věc s peřím, která je usazena v duši a zpívá píseň bez slov a nikdy se ani na chvíli nezastaví. | “ |
| — Emily Dickinsonová | |   |

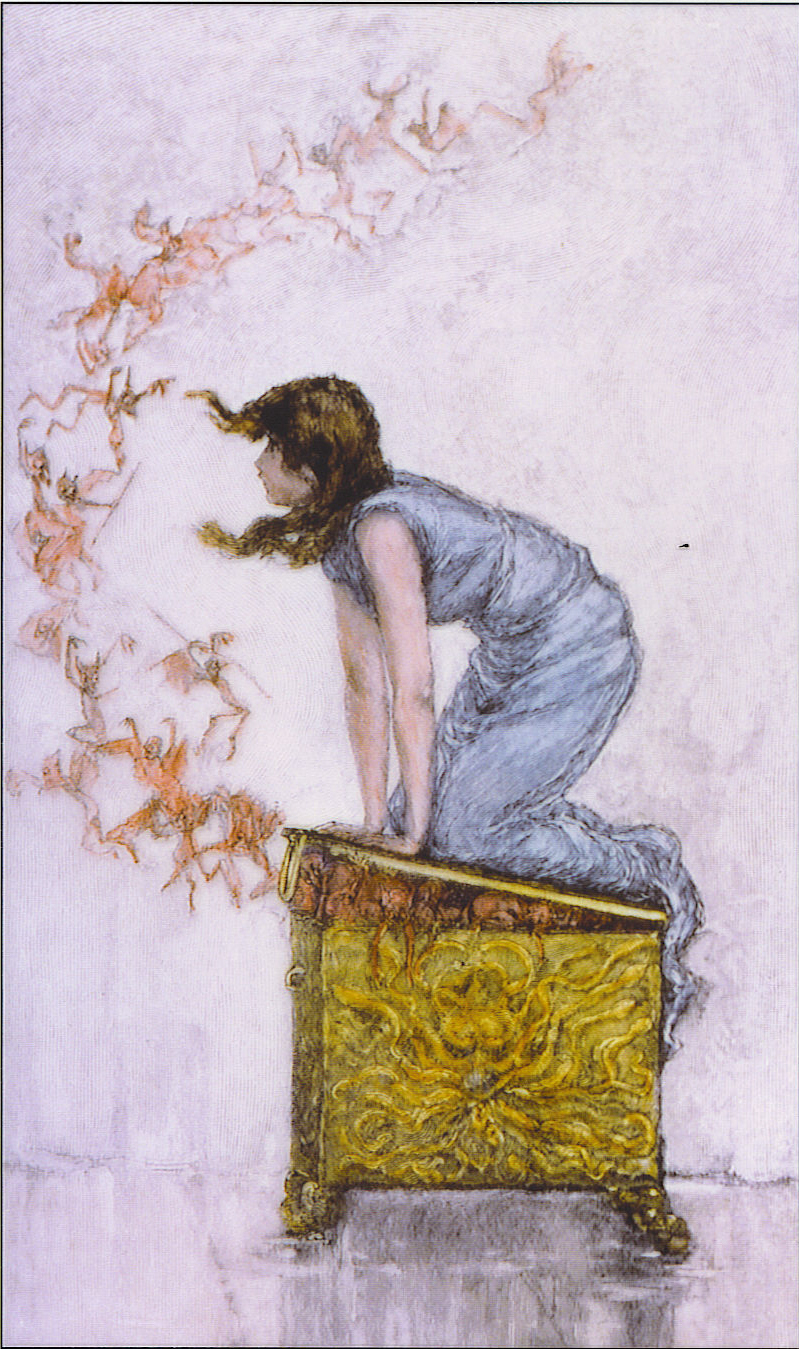
Rytina Pandory snažící se zavřít skříňku, kterou otevřela ze zvědavosti. Vlevo se jí vysmívá zlo světa, když jí uniká. Rytina je podle na malby F. S. Churcha.

Klasickým odkazem na naději, která vstoupila do moderního jazyka, je koncept naznačující, že „naděje pramení věčně“. Pochází z Eseje o člověku (Essay on Man) anglického básníka Alexandra Popea, spojení zní „Naděje věčně tryská v lidské hrudi, člověk nikdy není, ale vždy by měl být požehnaný“. Jiným populární odkaz, „naděje je věc s peřím“, pochází z básně Emily Dickinsonové.
Naděje může být použita jako umělecký nástroj zápletky a je často motivující silou pro změnu dynamických postav. Obecně známý odkaz ze západní populární kultury je podtitul „Nová naděje“ původního prvního dílu (nyní považována za Epizodu IV) z vesmírné opery Star Wars. Podtitul se týká jedné z hlavních postav, Luka Skywalkera, od kterého se v ději filmů očekává, že v budoucnu umožní dobru zvítězit nad zlem.
Vlaštovka byla symbolem naděje v Ezopových bajkách a mnoha dalších historických literárních dílech. Symbolizuje naději, zčásti proto, že patří mezi první ptáky, kteří se objeví na konci zimy a začátku jara. Dalšími symboly naděje jsou kotva a holubice.

## V mytologii
Elpis (Naděje) se objevuje ve starověké řecké mytologii s příběhem Dia a Promethea. 
Prometheus ukradl oheň od boha Dia, čímž nejvyššího boha rozzuřil. Na oplátku Zeus vytvořil schránku, která obsahovala všechny způsoby zla, aniž by o nich příjemce schránky vědět. Přestože byla varována, aby tak nečinila, otevřela Pandora schránku a uvolnila množství škodících duchů, které přinesli lidstvu mor, choroby a onemocnění. Duchové chamtivosti, závisti, nenávisti, nedůvěry, smutku, hněvu, pomsty, chtíče a zoufalství se rozptýlili široko daleko a hledali lidi k mučení. Uvnitř schránky však byl také nevypuštěný uzdravující duch se jménem Naděje. Od prastarých časů lidé uznávali, že duch naděje má sílu uzdravovat neduhy a pomáhat jim snášet časy velkého utrpení, nemocí, katastrof, ztrát a bolestí způsobených zlovolnými duchy a událostmi. V Hesiodově básni Práce a dni se personifikace naděje jmenuje Elpis.
Norská mytologie však považovala Naději (Vön) za slinu kapající z úst vlka Fenrira: jejich představa odvahy si nejvíce cenila veselé statečnosti za nepřítomnosti naděje.

## V náboženství
Naděje je klíčovým konceptem většiny významných světových náboženství. Často to znamená, že lidé v naději věří, že jedinec či společná skupina dosáhnou konceptu nebe. V závislosti na náboženství může být naděje považována za nezbytnou podmínku a / nebo vedlejší produkt duchovního dosažení.

### Křesťanství

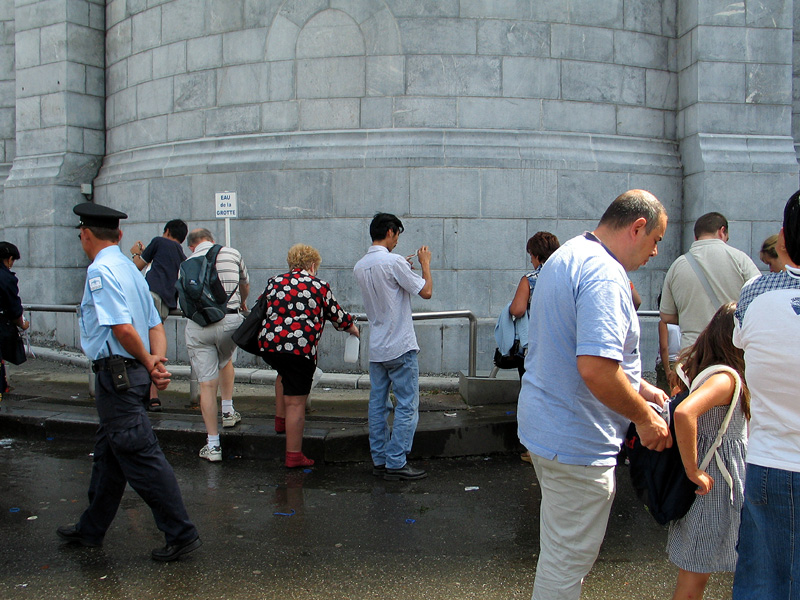
Lidé sbírají zázračnou vodu ve francouzských Lurdách

Naděje je jednou ze tří nejvyšších ctností křesťanského náboženství, které vyjmenovává již sv. Pavel v Prvním listu Korintským – vedle naděje je to víra a láska.
„Naděje“ ve Svaté bibli znamená „silné a jisté očekávání“ budoucí odměny (viz Titus 1:2
Tit 1, 2 (Kral, ČEP)). V moderním pojetí je naděje blízká důvěře a přesvědčenému očekávání. Apoštol Pavel tvrdil, že naděje je pro křesťany zdrojem spasení: „Jsme spaseni v naději; ... Ale doufáme-li v to, co nevidíme, trpělivě to očekáváme.“
Sv. Tomáš Akvinský definuje naději jako očekávání věci budoucí, dobré, nesnadno dosažitelné, ale možné. (ST, I-II q. 40 a. 1 co.)
Podle Holmanova slovníku bible je naděje „důvěřivým očekáváním ... předjímáním příznivého výsledku dle boží vůle.“ V Poutníkově cestě (The Pilgrim's Progress) je to Naděj, které potěší křesťana v Hradu pochybností; zatímco u vchodu do Danteho Pekla byla naopak  slova „Naděje zanech, kdo mnou ubírá se!“

### Hinduismus
V historické literatuře hinduismu se naděje spojuje s Pratidhi (sanskrt: प्रतिधी), nebo s Apêksh (sanskrt: अपेक्ष). Je probírána s pojetím touhy a přání. Ve védské filozofii byla karma spojena s rituálním obětováním (yajna), naděje a úspěch byly spojeny se správným provedením těchto rituálů. Ve Višnusmrti je obraz naděje, morálky a práce symbolizován jako ctnostný člověk, který jede na dvoukolém voze vedeném jeho nadějnou myslí směrem k vytouženým přáním, taženém jeho pěti smysly, které drží vůz na cestě ctností, a tak není rozptýlen špatnostmi jako je hněv, chamtivost a jiné neřestí.
V následujících stoletích se koncept karmy změnil z posvátných rituálů ke skutečné lidské činnosti, která vytváří a slouží společnosti a lidské existenci – filozofii vystižená v Bhagavadgítě. Naděje, ve struktuře víry a motivace, je dlouhodobé karmické pojetí. V hinduistické víře mají činy následky: přestože úsilí a práce jedince mohou ale nemusí v blízké budoucnosti přinést ovoce, tak poslouží dobru – cesta přičinlivého úsilí jedince (karmy) a způsobu, jakým jedinec sleduje tuto cestu, dříve nebo později vede k blaženosti a mókše.

### Další literatura
- Averill, James R. Rules of hope. Springer-Verlag, 1990.
- Miceli, Maria and Cristiano Castelfranchi. "Hope: The Power of Wish and Possibility" in Theory Psychology. April 2010 vol. 20 no. 2 251–276.
- Kierkegaard, Søren A. The Sickness Unto Death. Princeton University Press, 1995.
- Snyder, C. R. Handbook of hope: theory, measures, & applications. Academic [Press], 2000.
- Stout, Larry. Ideal Leadership:  Time for a Change. Destiny Image, 2006
- Scioli, A. (2006). Hope and Spirituality in the Age of Anxiety. In R. Estes (Ed.), Advancing Quality of Life in a Turbulent World. New York: Springer.
- Pieper, J. (2018). O víře, O naději, O lásce. Praha: Krystal OP